# ソフトバンク・ビジョン・ファンド2
ソフトバンク・ビジョン・ファンド2（SoftBank Vision Fund 2）は、ソフトバンクグループなどが出資するテクノロジー分野に特化した投資ファンド。組成は2020年3月末までに完了する計画と言われている。

## 概要
ソフトバンク・ビジョン・ファンドの成功を受け、2019年7月約1,080億米ドル（11.7兆円）規模の投資ファンドの設立が発表された。リミテッド・パートナーにはソフトバンクグループ(380億ドル)の他、Apple、フォックスコン・テクノロジー・グループ、マイクロソフト、みずほ銀行、三井住友銀行、三菱UFJ銀行、第一生命保険、三井住友信託銀行、SMBC日興証券、大和証券グループ、カザフスタン国立銀行投資公社、スタンダードチャータード銀行、匿名の台湾の大手投資家およびこのファンド経営陣による出資が見込まれている。
なお2019年7月時点では前ファンドに参画したサウジアラビアのパブリック・インベストメント・ファンド、ムバダラ開発公社、クアルコム、シャープの名前はないが出資協議は継続されている。
2020年2月7日、ウォールストリート・ジャーナルは当初規模の半分未満に留まると報じた。先行するソフトバンク・ビジョン・ファンドにおけるWeWorkでの投資成績の失敗を嫌って投資家が投資を控えていると指摘している。

## 主な投資先
出資額は同じ投資ラウンドに出資した他社分を含む場合もある。ソフトバンクグループによるブリッジ投資分およびソフトバンク・ビジョン・ファンドによる投資分も含む。
| 出資時期        | 企業名                                            | 所在国   | 出資額         | 出資比率 | セクター    | 事業内容                      | 備考 |
| --------------- | ------------------------------------------------- | -------- | -------------- | -------- | ----------- | ----------------------------- | --- |
| 2015年12月16日  | Oravel Stays Private Limited(オヨ・ルームズ)      | インド   | 1億ドル        | 27％     | Consumer    | ホテル予約サイト「Oyo Rooms」 | [ 5 ] |
| 2017年09月08日  | Oravel Stays Private Limited(オヨ・ルームズ)      | インド   | 2億5,000万ドル | 42％     | Consumer    | ホテル予約サイト「Oyo Rooms」 | 企業価値8億5,000万ドル評価 |
| 2018年09月25日  | Oravel Stays Private Limited(オヨ・ルームズ)      | インド   | 8億ドル        | -        | Consumer    | ホテル予約サイト「Oyo Rooms」 | 企業価値50億ドル評価 |
| 2019年010月07日 | Oravel Stays Private Limited(オヨ・ルームズ)      | インド   | 8億ドル        | -        | Consumer    | ホテル予約サイト「Oyo Rooms」 | 企業価値100億ドル評価 |
| 2017年03月20日  | WeWork(ウィーワーク)                              | アメリカ | 3億ドル        | —        | Real Estate | コワーキングスペース          | 企業価値200億ドル評価 |
| 2017年08月24日  | WeWork(ウィーワーク)                              | アメリカ | 30億ドル       | —        | Real Estate | コワーキングスペース          | 企業価値200億ドル評価同時に子会社3社へ14億ドル出資 |
| 2018年08月09日  | WeWork(ウィーワーク)                              | アメリカ | 10億ドル       | —        | Real Estate | コワーキングスペース          | 企業価値420億ドル評価 |
| 2018年11月14日  | WeWork(ウィーワーク)                              | アメリカ | 30億ドル       | —        | Real Estate | コワーキングスペース          | 企業価値420億ドル評価 |
| 2019年01月08日  | WeWork(ウィーワーク)                              | アメリカ | 20億ドル       | —        | Real Estate | コワーキングスペース          | 企業価値470億ドル評価 |
| 2019年10月30日  | WeWork(ウィーワーク)                              | アメリカ | 95億5000万ドル | —        | Real Estate | コワーキングスペース          | 企業価値80億ドル評価 支援95億ドルの内訳は出資45億ドル（ワラント15億ドル、TOB30億ドル） 融資50億ドル（優先債11億ドル、無担保債22億ドル、信用状17・5億） 評価損74億ドル計上 |
| 2017年05月18日  | One97 Communications(ペイティーエム)              | インド   | 14億ドル       | 20％     | Fintech     | 電子決済「PayTM」             | 企業価値70億ドル評価 |
| 2019年11月25日  | One97 Communications(ペイティーエム)              | インド   | 10億ドル       | —        | Fintech     | 電子決済「PayTM」             | 企業価値160億ドル評価 |
| 2018年11月15日  | Automation Anywhere(オートメーション・エニウェア) | アメリカ | 3億ドル        | —        | Enterprise  | RPA技術                       | 企業価値26億ドル評価 |
| 2019年11月22日  | Automation Anywhere(オートメーション・エニウェア) | アメリカ | 2億9000万ドル  | —        | Enterprise  | RPA技術                       | 企業価値68億ドル評価 |
| 2019年01月19日  | FirstCry(ファーストクライ)                        | インド   | 3億ドル        | 42%      | Consumer    | ベビー用品小売業者            | 企業価値8億5000万ドル評価 |
| 2020年02月07日  | FirstCry(ファーストクライ)                        | インド   | 1億5,000万ドル | —        | Consumer    | ベビー用品小売業者            | 企業価値12億ドル評価 |
| 2019年12月20日  | Lenskart(レンズカート)                            | インド   | 2億7,500万ドル | -        | 記載なし    | メガネ小売                    | 企業価値15億ドル評価 |
| 2020年01月31日  | Alto Pharmacy(アルト・ファーマシー)               | アメリカ | 2億5,000万ドル | -        | 記載なし    | オンライン薬局                | 企業価値10億ドル評価 |
| 2020年02月24日  | Karius(カリウス)                                  | アメリカ | 1億6,500万ドル | -        | 記載なし    | 医療診断サービス              | 企業価値7億ドル強評価 |
| 2020年02月24日  | Behavox(ビハボックス)                             | イギリス | 1億ドル        | -        | 記載なし    | 従業員監視ソフトウエア        | 企業価値5億ドル評価 |